# Jean Feutren
L'abbé Jean Feutren (Gouézec, 15 novembre 1912 - Morlaix, 1er mai 1990), connu à ses débuts à Roscoff sous le nom de Jean Feuntren, est un historien de la vie locale, de l'onomastique et de l'art du Léon. Professeur de sciences catholique qui devint sur le tard recteur de Roscoff puis de Pleyber Christ, il a rendu accessible aux chercheurs et aux curieux deux importants documents de la fin du Moyen Âge et du début de la Renaissance, le Rentier de Saint-Dominique et le dictionnaire breton-français Catholicon, dont il a édité la première publication scientifique.

## Biographie

### Jeunesse et formation
Arrière-petit-fils d'un trégorois devenu l'éclusier de Saint Algon et, du côté maternel, petit-fils d'un tailleur d'ardoise de Pont-Coblant sur l'Aulne, en amont de Châteaulin, Jean Feutren est élevé en pays Bidard par sa grand-mère paternelle, veuve qui occupe l'emploi de cuisinière au château de Kerriou, au service de la comtesse de Legge. Il a perdu son père, rescapé de la Grande guerre, quand il avait neuf ans, en 1921, et sa mère l'a alors abandonné ainsi que ses quatre frères puînés.

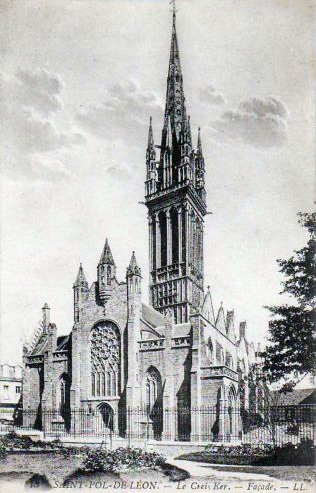
Le Kreisker, chapelle du Collège de Léon où Jean Feutren passe son baccalauréat de mathématiques en 1931 puis enseigne la physique-chimie.

Pensionnaire prometteur de l'école de Pleyben, bourg le plus proche, il est envoyé au Collège de Léon à douze ans, en 1924. Il découvre l'ex capitale religieuse et la mer de Roscoff où il se sent comme un « morzig Kernew er vro avel », la grive migrant de sa Cornouaille méridionale au pays du vent. Né dans un milieu bretonnant non francophone où la promotion sociale passe par des études françaises, Jean Feutren reçoit une éducation en français, en latin et en grec.
Comme tous les séminaristes bas bretons, il connait la faim et attrape, comme beaucoup, une primo infection de la tuberculose pulmonaire endémique, raison de son échec au concours d'entrée à l'École centrale Paris. Comme le Creisker a des accords avec l'Université catholique de l'Ouest d'Angers, il peut toutefois faire valider les examens qui lui confèrent la licence ès science, diplôme qui l'autorise à être titularisé à un poste d'enseignant. Il est soigné par des infirmières dominicaines au sanatorium du Laber, post-cure du centre hélio-marin de Roscoff, où il se découvre auprès d'un aumônier dominicain une vocation monastique.
- 1921 - 1924: pensionnat de Pleyben.
- 1924 - 1928: petit séminaire du Kreisker à Saint-Pol-de-Léon.
- 1928 - 1933: grand séminaire du Kreisker à Saint Pol - Baccalauréat.
- 1931 - 1933: classes préparatoires hypotaupe et taupe - Échec de « 3/2 », non redoublant, à Centrale.
- 1933 - 1934: sanatorium héliomarin de Perharidy à Roscoff - Vocation - Licence ès science de l'UCO[2].
- 1934 - 1939: séminaire d’Aix-en-Provence.
- 1939 - 1940: enseignant supplétif au grand séminaire du Kreisker à Saint Pol.
- 1940 - 1942: séminaire de Quimper replié à Lesneven.

À Aix, il est accueilli dans une famille, en échange de quoi il s'y fait précepteur. Il est reçu dans les deux premiers ordres mineurs le 29 juin 1938. Pour les grandes vacances 1939, il se voit offrir par un camarade fortuné une participation au congrès eucharistique, qui se tient cette année à Alger, pèlerinage à Notre Dame d'Afrique utile à sa santé.
Au début de la Seconde Guerre mondiale, « an Aotrou Parson » Feutren est missionné pour remplacer à l'Institution Notre Dame du Kreisker, à Saint Pol, un professeur de mathélem mobilisé, l'abbé Joseph Quéau. Ses deux dernières années de formation, qui devaient être accomplies au séminaire de Quimper, s'en trouvent décalées. Il remplace également l’aumônier adjoint auprès de l'abbé Yves Le Bihan. Au côté de ce promoteur du sport en milieu scolaire, il devient l'animateur de la section locale de la JEC et fait participer les élèves à des débats sur la situation morale et politique alertant contre l'hitlérisme, le racisme, l'antisémitisme mais aussi le communisme hérité de la modernité, de l'« anthropocentrisme » et du « matérialisme ». Lui-même se montre confiant dans un projet à venir après guerre de démocratie chrétienne.

### Enseignant
Renonçant à son projet de devenir dominicain, l'abbé Jean Feutren reçoit le sous-diaconat de Mgr Duparc le 2 juillet 1941 à Lesneven, en l'église Saint Michel, et est ordonné prêtre le 1er juillet 1942.

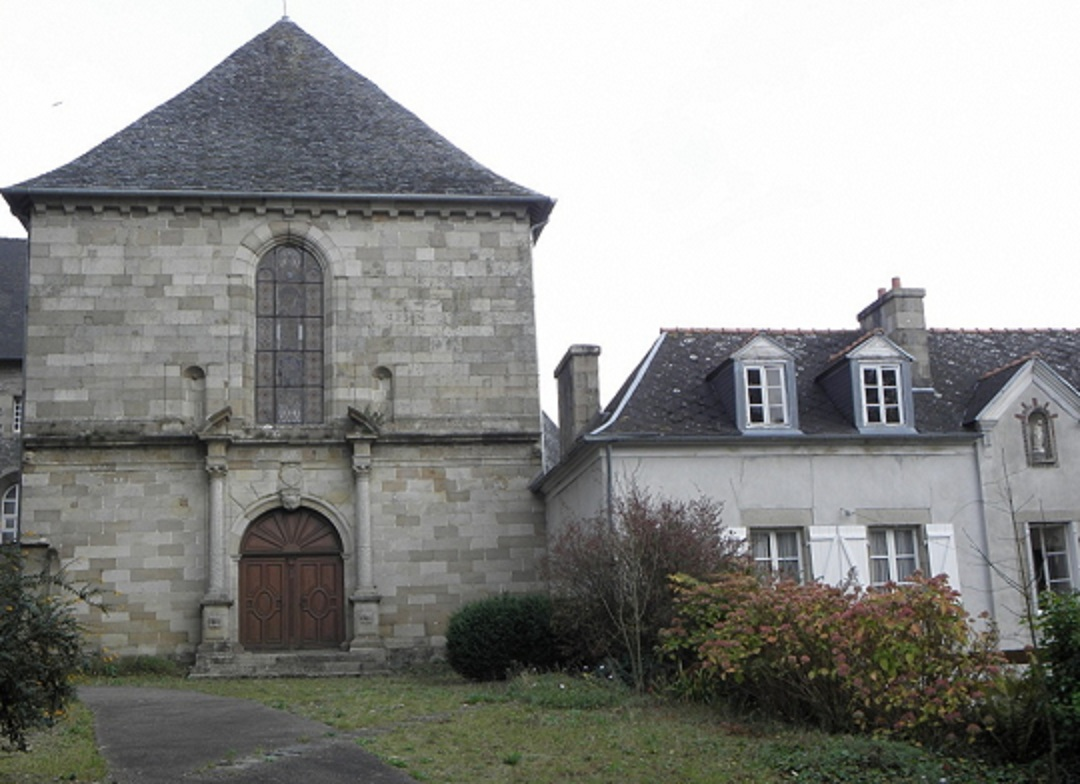
Le collège des Ursulines à Morlaix où l'abbé Feutren apprit la pastorale.

- 1942 - 1948: professeur de physique-chimie au grand séminaire du Kreisker à Saint-Pol-de-Léon.
- 11 décembre 1948: aumônier des lycées de Brest, où l'habitat, détruit par les bombardements d'août et septembre 1944, est très loin d'être reconstruit.
- 1949 - 1952: directeur du collège diocésain du Bon Secours, rue du Conseil à Brest, à la suite de la défection des jésuites en sous effectif.
- 1953 - 1956: supérieur du nouveau collège diocésain Charles de Foucault qui réunit et remplace à Brest le collège du Bon Secours et le collège professionnel Saint Louis.
- 1956 - 1962: aumônier enseignant à l'école des Ursulines de Morlaix, où il suit une préparation à la vie pastorale.

C'est en devenant proviseur, en 1953, qu'il reçoit le canonicat, à titre honoraire. Cette fonction de diriger un établissement scolaire l'amène à entrer en relation avec l'Institut catholique de Paris et correspondre avec quelques exégètes, tel André Feuillet. Il se lance lui-même dans la transcription d'un précieux document comptable de 1455, le Rentier de Saint Dominique de Morlaix facilitant son étude par les chercheurs.
Déjà féru de chant grégorien, c'est durant son sextennat morlaisien, où il atteint la cinquantaine, qu'il se passionne pour l’art égyptien, le roman, la musique classique et l’art photographique. Il photographie les monuments du patrimoine religieux du Léon, églises, calvaires, ossuaires, enclos, fontaines, ce qui le confronte à des énigmes toponymiques et historiques. La collection ainsi constituée sert de base documentaire aux historiens contemporains.

### Recteur de Roscoff

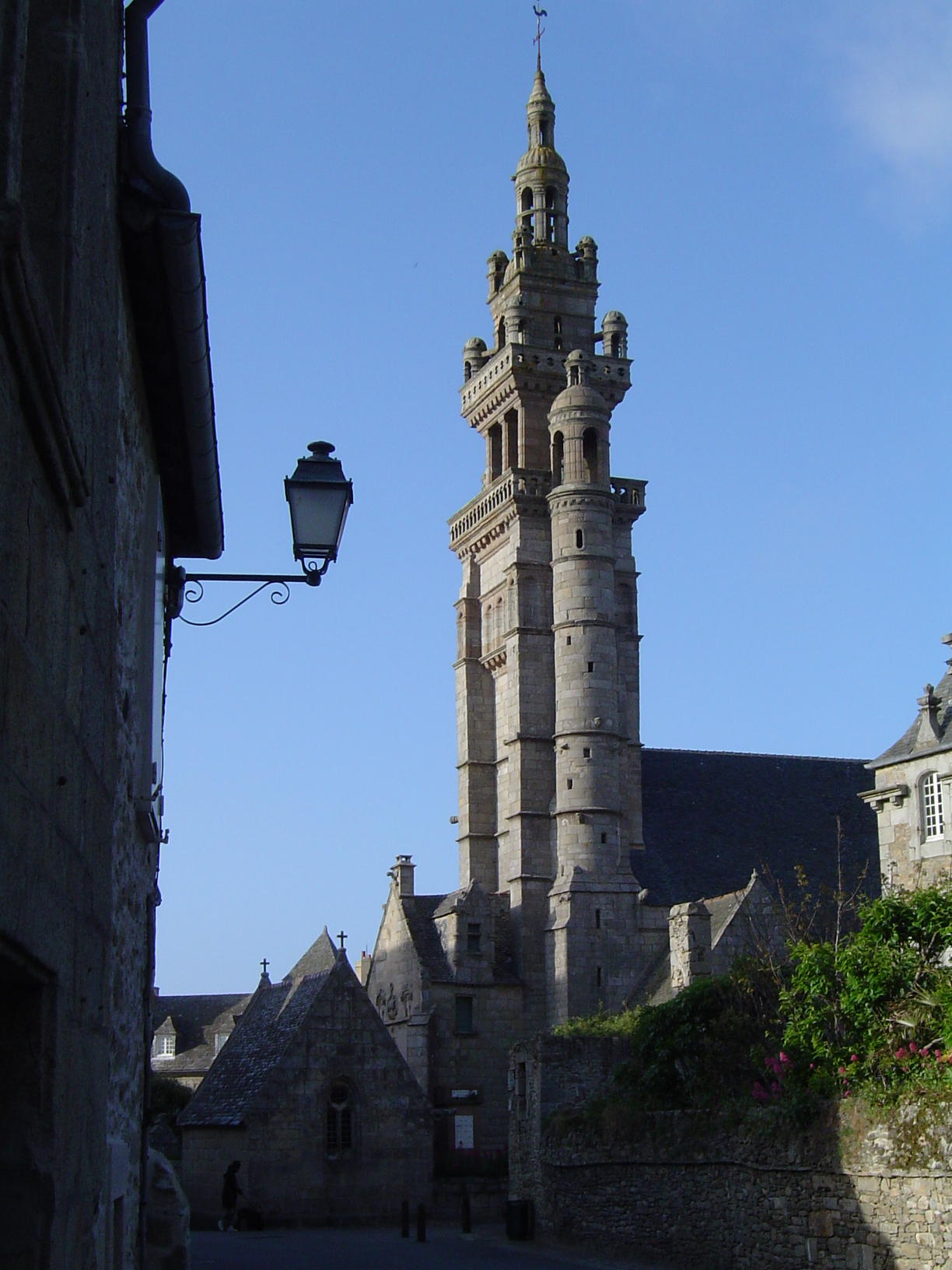
N.D. de Croaz Vaz, siège de la paroisse de l'abbé Feutren. Le petit bâtiment devant l'église, une chapelle funéraire, abritait ses expositions.

L’abbé Feutren est nommé recteur de Roscoff le 21 juillet 1962. Il est assisté de deux vicaires. Les confessions lui sont l'occasion de renouer avec sa langue natale, malgré son accent et ses idiomatismes cornouaillais. D'octobre 1962 au printemps 1977, il continue l'édition du bulletin paroissial, La Voix de Sainte Barbe, du nom de la chapelle qui sert d'amer à la pointe de Bloscon. Pour captiver son lectorat, il y publie mensuellement une rubrique d'histoire dans laquelle il rend compte de son dépouillement minutieux des archives conservées à Notre-Dame de Croaz Batz, en particulier celles des conseils de fabrique, des archives municipales (le conseil municipal se tenait dans le presbytère), des archives départementales et des archives épiscopales. C'est dans ces dernières qu'il trouve l'exemplaire du Catholicon breton du 5 novembre 1499 édité par Jehan Calvez.
Son récit factuel et précis mais quelque peu décousu reconstitue avec un goût prononcé pour l'anedocte l'étymologie de toponymes, des expressions bretonnes oubliées, le déroulement des coutumes, certains détails de la vie politique et économique depuis la Renaissance jusqu'au XXe siècle, en particulier l'opération immobilière qui a créé au XVIe siècle le Roscoff qui se voit aujourd'hui, et, avec un parti pris à peine perceptible, les minutes de la résistance passive de la population sous la Révolution.
Pionnier amateur et bénévole conscient des insuffisances de cet état, il accomplit pour une génération future ce travail d'exégèse des sources, original à l'époque, à la recherche des seuls faits historiques intéressant sa paroisse. Ce même travail est désormais accompli à l'université de Bretagne occidentale dans le cadre d'études plus systématiques et élargi à toutes les archives.
Parallèlement, tout en donnant des conférences au centre hélio-marin de Perharidy ou à la clinique Kerléna sur l'histoire et l'art local, il continue son travail de documentation photographique et expose ses ektachromes en noir et blanc dans l'ossuaire de l'enclos de Notre-Dame de Croaz Batz.
En 1972, il sauve des placards de la mairie-presbytère les archives en vélins et papiers de l'hospice Saint Nicolas, actuelle maison de retraite.

### Le Catholicon

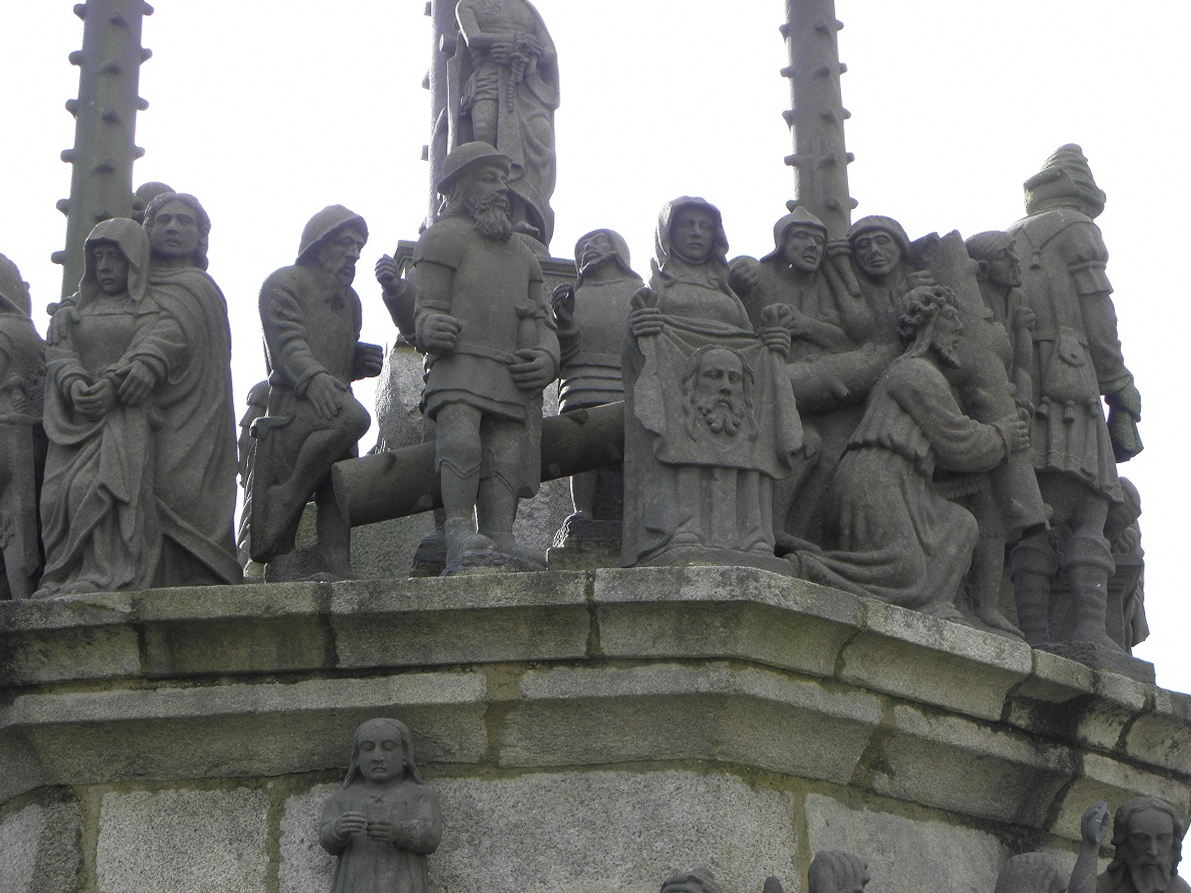
Détail du calvaire de Plougonven. Sollicité par les Monuments historiques, Jean Feutren y fait l'invention de la signature des sculpteurs, révélant à l'historien désireux d'aller plus loin ls style propre des landernéens Bastien et Henry Prigent et, par comparaison, l'origine d'autres productions en kersantite jusqu'alors anonymes.

En 1975, la revue Ogam de Christian-Joseph Guyonvarc'h fait publier un fac-similé de l'un des quatre exemplaires du Catholicon breton de 1499, celui de Rennes. Il était quasiment impossible de trouver un des trois cents numéros de la précédente, et imparfaite, édition de 1867. Sollicité alors pour publier un simple fac-similé de l'exemplaire de Quimper, l'abbé Feutren va livrer une édition scientifique, basée sur l'ensemble des sources les plus directes disponibles et leur critique. Il mobilise pour cela toute une équipe autour du projet : le bibliothécaire de la ville de Quimper, Monsieur Rouillard, la bibliothécaire de la ville de Morlaix, Mademoiselle Le Guével, les enseignantes religieuses de Roscoff, Monsieur Gilles Feutren, les ouvrières du livre.
Avec le soutien des frères Joseph et Jean Floch, imprimeurs de livres de collection, cette sixième édition d'un ouvrage majeur de l'histoire de la langue bretonne, est enrichie par Jean Feutren de renseignements sur l'œuvre, sur ses éditions successives et sur les différentes sources du Catholicon. Elle est publiée en 1977 avec le prologue en latin de l'exemplaire qui a servi à l'édition de 1867, le manuscrit coté latin7656 à la BNF. L'abbé y a ajouté la traduction en français ainsi qu'un petit texte personnel, L'éloge de la Bretagne par un Léonard, et le fac-similé de l'exemplaire de Quimper.
Le travail critique s'expose en deux glossaires et un apparat:
- un glossaire français dans lequel sont regroupés les mots français du Catholicon qui ne se trouvent plus dans les dictionnaires contemporains ou qui ont une nouvelle acception;
- un glossaire breton des termes non traduits;
- des notes accompagnant les mots du glossaire français par lesquelles est tenté d'apporter une signification aux termes qui présentent une difficulté;
- des notes pour expliquer les mots bretons.

### Recteur de Pleyber Christ

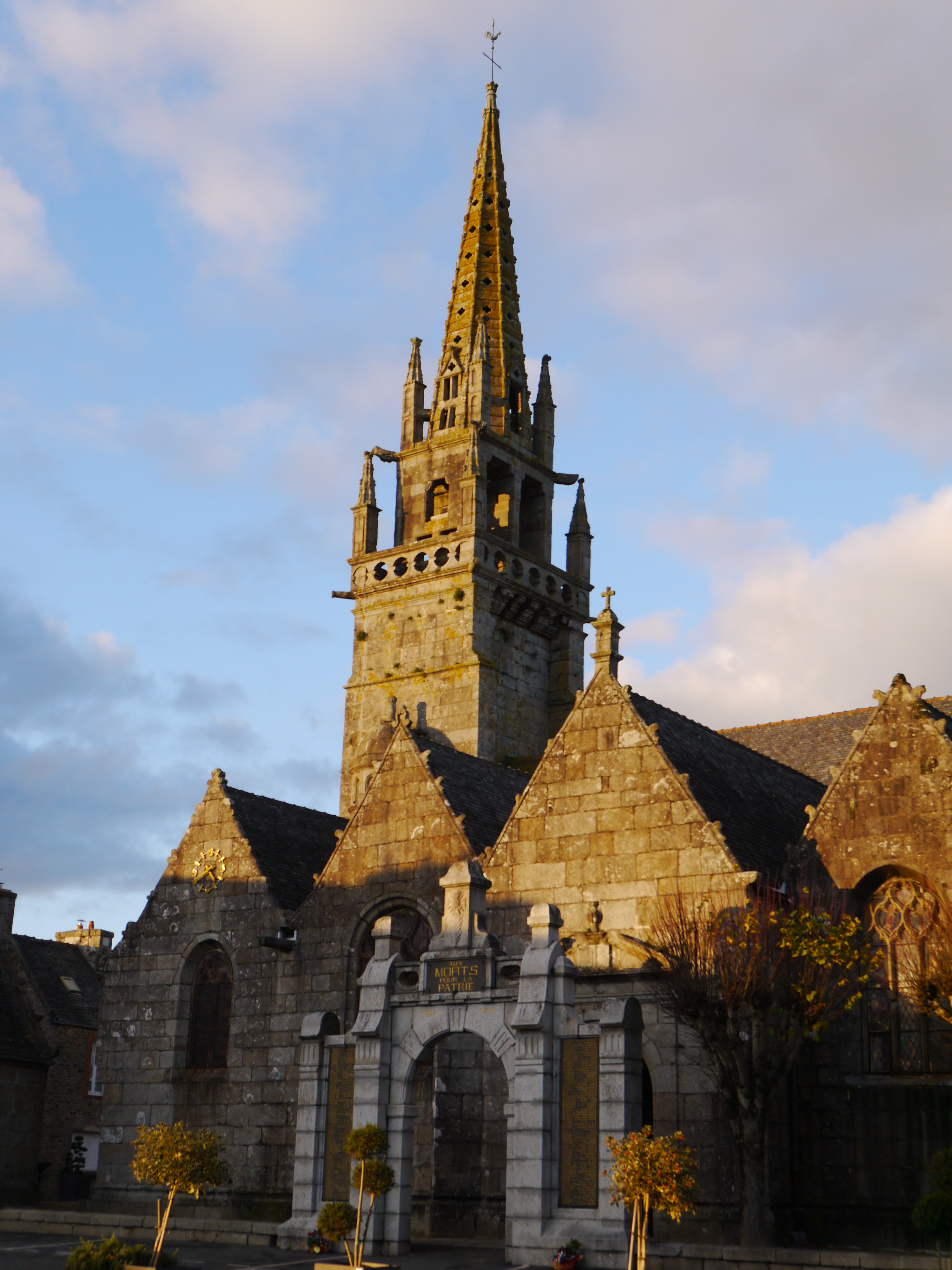
Église paroissiale de Pleyber Christ.

Au printemps 1977, l'abbè Feutren transmet sa charge des âmes de Roscoff à l'abbé François Rolland, qui fut lui aussi supérieur du collège Charles de Foucauld à Brest, et commence en août une nouvelle pastorale à Pleyber-Christ, à quelques kilomètres dans l'intérieur des terres au sud de Morlaix.
Il continue le même travail d'édition dans le bulletin de sa nouvelle paroisse qui finira par constituer une somme de notes de plus de neuf cent pages dont la méthode principale est la confrontation des données toponymiques et l'étymologie, souvent très hypothétique, aux archives d'une part, d'autre part aux observations directes. Les nombreuses observations qu'il a formulé sur les moindres détails des monuments religieux de la région ont bien souvent été les premiers examens scientifiques de ceux-ci.
Révoquant systématiquement en doute les a priori du XIXe siècle, elles sont reprises dans les études universitaires ou savantes plus générales. À propos des vitraux de La Roche Maurice par exemple, Jean Feutren défend contre René Couffon l'originalité du baroque léonard, dont les artistes, tout autochtones qu'ils furent, n'ont pas été que des exécutants ou des imitateurs incapables d'invention ni d'excellence. Son étude archéologique du Haut Léon restera la source la plus récente et la plus développée concernant les tombelles « sans doute de l'âge du Fer », qui ont été inventées en 1979 sur un site connu mais non fouillé. Dressées entre Goarem-an-Ilis et Treuscoat, elles ont en effet été depuis arasées.
Épigraphiste, il réussit l'exploit de proposer la première traduction plausible d'une mystérieuse inscription dominant le porche méridionale de la chapelle Saint Pierre en Plonévez-du-Faou, deux lignes gravées bien lisibles depuis une restauration réalisée en 1980 mais dont le tracé gothique et la syntaxe latine sont très fantaisistes. 
L'abbé Feutren termine son office en juin 1987. La commune lui rendra hommage par une plaque commémorative renommant la place de l'église Place Jean Feutren.

### Retraite et testament

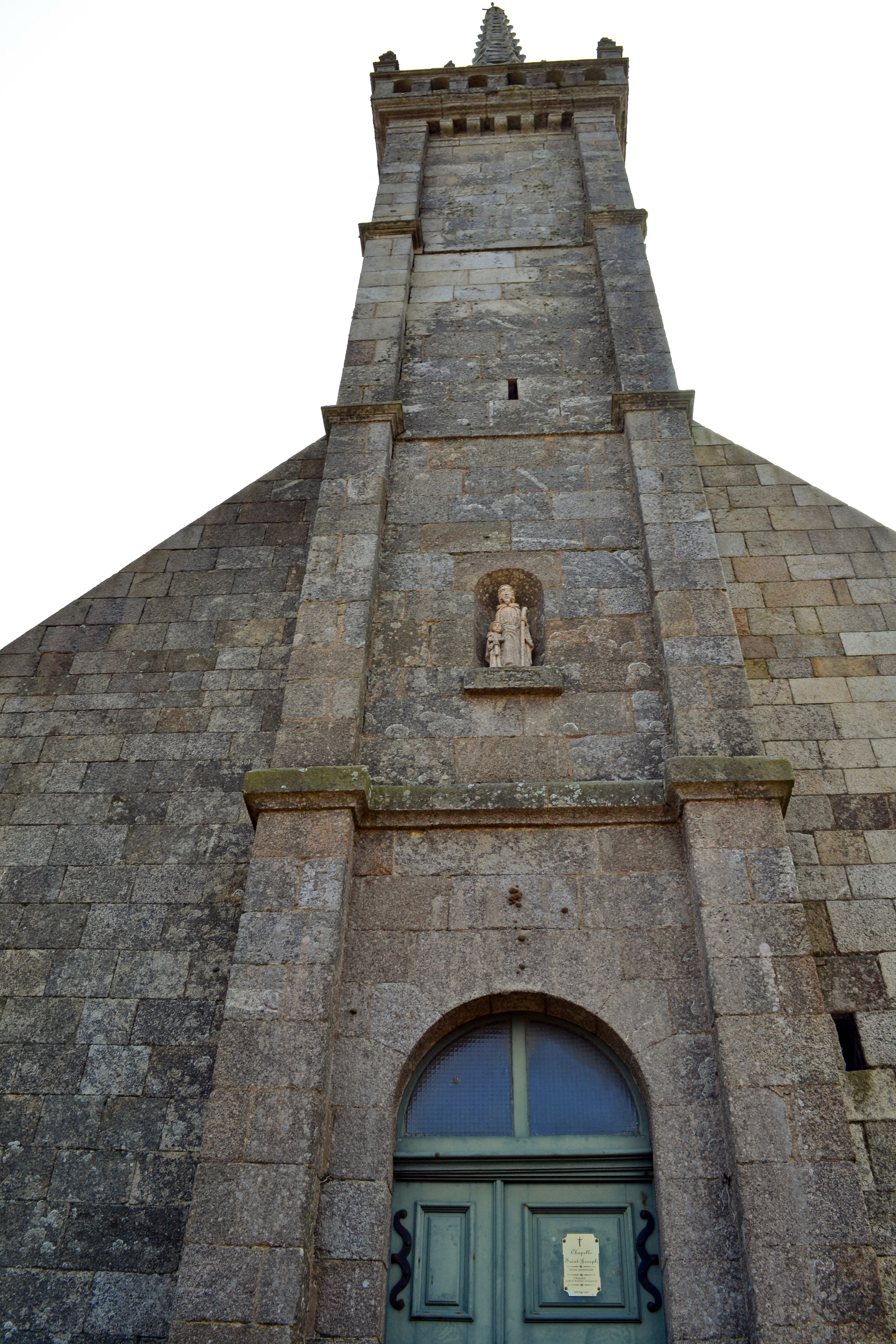
Clocher de la maison de retraite Saint Joseph à Saint Pol.

Âgé de soixante quatorze ans, l'abbé Feutren est accueilli dans la maison de retraite pour ecclésiastiques Saint-Joseph à Saint-Pol-de-Léon. Trois ans plus tard, après plusieurs épisodes pathologiques, il est transféré dans la nuit du 20 février 1990 à l'hôpital de Morlaix. Il y meurt le 1er mai dans la soixante dix huitième année d'une vie consacrée à l'idéal thomiste de l'amor intellectualis conciliant démarche scientifique et foi humaniste tel qu'il le témoignait aux roscovites en les quittant:

« L'amour met sa joie dans la vérité. »

— Corinthiens 1re XIII 6.
Collectionneur, il léguait ses photographies, diapositives, photocopies d'actes anciens et manuscrits à l’abbé Yves-Pascal Castel, lequel en publiera quelques-unes en 1992 dans une étude sur les contes de Noël. Tout en les dédiant aux habitants de Roscoff, il affirmait sa volonté que ces documents soient, éventuellement, exploités libres de droits. Les bulletins paroissiaux de Roscoff ont été mis en ligne par l'ancien directeur de la maison de retraite de la ville moyennant cinq heures de travail quotidien pendant six mois. Ceux de Pleyber l'ont été à la suite.
Jean Feutren est inhumé au cimetière de la maison Saint-Joseph à Saint-Pol-de-Léon. Yves-Pascal Castel lui a rendu hommage lors de la séance du 27 mai 1990 de la Société archéologique du Finistère à la suite de celui rendu par Tanguy Daniel à la mémoire de Jeanne Laurent, soutien de l'animation de Kerjean.

## Œuvre

### Publications
- « Un Vitrail célèbre, La Roche-Maurice », in Le Télégramme, p. 1, Morlaix, 3 février & 16 mars 1972, avec photographie en couleur de J. Feutren.
- « La dévotion à la Passion de Notre-Seigneur en Armorique », in Pax, no 90, p. 37-42, Abbayes de Kerbénéat et de Landévennec, Plounéventer, avril 1972  (ISSN 0479-7248)[48].
- La voix de Sainte Barbe, n° 169-306, Paroisse de Notre Dame de Croaz Vaz, Roscoff, octobre 1962 - printemps 1977.

Rééd. P. Cuzon, « La Voix de sainte Barbe, n° 169-306, », Roscoff quotidien éd., Roscoff, 1988.
- Bulletin paroissial, 106 n°, vol. I, Paroisse Saint Pierre, Pleyber Christ, 1977-1987.
- Bulletin paroissial, 106 n°, vol. II, Paroisse Saint Pierre, Pleyber Christ, 1977-1987.
- Bulletin paroissial, 106 n°, vol. III, Paroisse Saint Pierre, Pleyber Christ, 1977-1987.
- Le Catholicon armoricain de Jehan Lagadec, présenté et transcrit par Jean Feutren, Joseph Floch, Mayenne, décembre 1977 (BNF 34617214).
- Paraboles de l'abbé Jean, Association des amis de Saint Melaine, Morlaix, 1990, 78 p.Témoignages sur la pensée et l'action de religieux et de laïcs dans le domaine pastoral[49].

### Illustrations
- Nos missionnaires (br), unes[2], Diocèse de Quimper et Léon, Quimper, 1969-1987  (ISSN 1153-1940).Les légendes rédigées par Jean Feutren pour commenter ses photographies constituent elles-mêmes de véritables articles[2].
- Y.-P. Castel, Noëls du Finistère et d'ailleurs : contes et récits, Société des éditions nouvelles du Finistère, Quimper, 1992  (ISBN 978-2-950665-91-1)
- Y.-P. Castel, trad. (br) H. Danielou, Kroaziou ha kalvariou or bro, coll. En Bretagne, no 45-46-47, Minihi Levenez, Tréflévénez, juillet 1997, 106 p.  (ISSN 1148-8824).De nombreuses autres photographies qui y figurent sont d'autres auteurs que Jean Feutren.

### Documentation photographique
- Collection Feutren, Musée départemental breton, Quimper.Comprend une partie des clichés réalisés par Jean Feutren pour illustrer l'art breton[50].
- Fonds iconographique de l'abbé Jean Feutren[51], Diocèse de Quimper et Léon, Quimper.Douze documents iconographiques.